# Hondius
Hondius je brod za krstarenja polarnim područjima. Trenutno u fazi projektiranja. 

## Povijest gradnje
Gradnja je ugovorena 23. studenoga 2016. godine s tvrtkom Oceanwide Expeditions iz nizozemskoga grada Vlissingena, vodećom kompanijom za putnički turizam u polarnim područjima. Pregovaranje je trajalo mjesecima i kupcima je brodogradilište ponudilo niz inovativnih tehničkih rješenja. Sva tehnička rješenja i dizajn djelo su Brodosplitovih stručnjaka.
Hondisu će biti prvi brod iz klase LR PC6. Udovoljavat će najnovijim zahtjevima Lloydova Registra za plovila Polar Class 6, najviše polarne klase brodova ojačanih za led. Bit će najjači brod ojačan za led namijenjen polarnim područjima te će biti opremljen stabilizatorima i vrlo pogodan za napredna i inovativna istraživačka putovanja na području Arktika i Antarktika.
Dužina broda bit će 107 metara, širine 17,6 metara. Postizat će brzinu do 15 čvorova pomoću dva glavna motora ukupne snage 4200 kW. U 85 putničkih kabina raznih kategorija moći će primiti 196 putnika. Uživat će u visokom hotelskom standardu. Kabine će veličinom varirati od prostranih apartmana do dvosobnih i četverosobnih kabina. Sigurnost i ugodnost boravka osiguravat će im višestruko osigurani sustavi. Zahvaljujući svih potrebnim rješenjima i opremom putnici će moći obilaziti ledenjake iznad i ispod razine mora.

## Vanjske poveznice
- Škveranka Anita Matijaš: Oceanwide Expeditions presents new advanced Polar cruise vessel HONDIUS, 27. studenoga 2016.